# West Hudson AA
West Hudson AA is een voormalige Amerikaanse voetbalclub uit Hudson County, New Jersey. De club werd opgericht in 1905 en opgeheven in 1918. De club speelde elf seizoenen in de National Association Football League. Hierin werd de club vijfmaal kampioen.

## Erelijst
- National Association Football League
  - Winnaar (5): 1907, 1910, 1912, 1913, 1915
  - Runner up (2): 1909, 1914
- American Cup
  - Winnaar (3): 1906, 1908, 1912
  - Runner up (1): 1917